# لانتيناي (أين)
لانتيناي (بالفرنسية: Lantenay)‏ هي بلدية فرنسية تقع في إقليم الأين في فرنسا. رمز إنسي لها هو:1206. أما الرمز البريدي لها فهو: 1430.